# Saruga conifera
Saruga conifera är en tvåvingeart som beskrevs av Walker 1859. Saruga conifera ingår i släktet Saruga och familjen vapenflugor. Inga underarter finns listade i Catalogue of Life.